# Lewis megye (Idaho)
Lewis megye az Amerikai Egyesült Államokban, azon belül Idaho államban található. Megyeszékhelye Nezperce, legnagyobb városa Kamiah. Lakosainak száma 3533 fő (2020. április 1.).

## Szomszédos megyék
- Nez Perce megye (északnyugat)
- Idaho megye (délkelet)
- Clearwater megye (északkelet)

## Népesség
A megye népességének változása:
| Lakosok száma | 3820 | 3809 | 3894 | 3902 | 3789 | 3533 |
|               | 2010 | 2011 | 2012 | 2013 | 2015 | 2020 |